# Директива 2006/141/ЕС
Директива 2006/141/ЕС, официальное название Директива Европейской Комиссии 2006/141/ЕС от 22 декабря 2006 года «о молочных смесях для питания грудных детей, о последующих смесях для питания детей раннего возраста и о внесении изменений в Директиву 1999/21/EC» (англ. Directive 2006/141/EC of 22 December 2006 on infant formulae and follow-on formulae and amending Directive 1999/21/EC) — нормативный акт, которым регулируется порядок производства, продажи и контроля качества молочных смесей для питания грудных детей. Документ был принят 22 декабря 2006 года в Брюсселе Европарламентом и Советом Европейского союза и вступил в силу 19 января 2007 года.

## История создания
Производство, реализация и требования, предъявляемые к молочным смесям для питания грудных детей на рынке Евросоюза начало регулироваться в 1989 году. Отдельные положения Директивы 89/398/EЭC от 3 мая 1989 года «о сближении законодательство государств-членов в отношении пищевых продуктов, предназначенных для особых диетических целей» касались и детского питания. 
В дальнейшем европейский законодатель разработал более конкретную законодательную базу для регулирования спорных вопросов относительно требований предъявляемых к молочным смесям для питания грудных детей. Таким документом стала Директива Европейской Комиссии 91/321/EЭC «о молочных смесях для питания грудных детей и последующих смесях для питания детей раннего возраста». Впоследствии изменения и нововведения в отрасли производства детского питания повлекли за собой принятие обновленного акта, которым и стала — Директива Европейской Комиссии 2006/141/ЕС от 22 декабря 2006 года.

## Характеристика документа

### Структура
- Преамбула (Whereas, состоит из п[4].1-34);
- Ст. 1-21 (Articles 1-21);
- Приложение I. Основной состав молочных смесей для питания грудных детей, восстановленных в соответствии с инструкциями производителя (Annex I Essential composition of infant formulae when reconstituted as instructed by the manufacturer);
- Приложение II. Основной состав последующих смесей для питания детей раннего возраста, восстановленных в соответствии с инструкциями производителя (Annex II Essential composition of follow-on formulae when reconstituted as instructed by the manufacturer);
- Приложение III. Питательные вещества (Annex III Nutritional substances);
- Приложение IV. Заявления о пищевой ценности и полезных для здоровья свойствах и условия, гарантирующие данные заявления (Annex IV Nutrition and health claims for infant formulae and conditions warranting a corresponding claim);
- Приложение V. Незаменимые и условно незаменимые аминокислоты в грудном молоке (Annex V Indispensable and conditionally indispensable amino acids in breast milk);
- Приложение VI. Спецификация по содержанию и источнику белка и обработке белка при производстве детских смесей с содержанием белка менее 0,56 г/100 кДж (2,25 г/100 ккал), произведенных из гидролизатов молочной сыворотки, полученной из белка коровьего молока (Annex VI Specification for the protein content and source and the processing of protein used in the manufacture of infant formulae with a protein content less than 0,56 g/100 kj (2,25 g/100 kcal) manufactured from hydrolysates of whey proteins derived from cows’ milk protein);
- Приложение VII. Справочные значения для обозначения питательности для продуктов, предназначенных для грудных детей и детей раннего возраста (Annex VII Reference values for nutrition labelling for foods intended for infants and young children);
- Приложение VIII. Пестициды, применение которых запрещено в сельскохозяйственном производстве продуктов, используемых для производства смесей для питания грудных детей и детей раннего возраста (Annex VIII Pesticides which shall not be used in agricultural production intended for the production of infant formulae and follow on formulae);
- Приложение IX. Специальный уровень максимального остатка пестицидов или метаболитов пестицидов в детских смесях и смесях для последующего вскармливания (Annex IX Specific maximum residue levels of pesticides or metabolites of pesticides in infant formulae and follow-on formulae);
- Приложение Х. (Annex X);
- Приложение XI. Корреляционная таблица (Annex XI Correlation table)[5][6].

### Задачи
Главной задачей Директивы 2006/141/ЕС было предоставление гарантий защиты здоровья грудных детей во время скармливания им адаптированных молочных смесей, в состав которых входят лишь ингредиенты, разрешённые к употреблению в течение первых месяцев жизни до введения соответствующего прикорма. Второстепенной задачей было объявлено о систематизации и принятии общих критериев на уровне Евросоюза в целях обеспечения защиты общественного здоровья, рекомендованных международными организациями, такими как Объединённый экспертный комитет ФАО/ВОЗ по пищевым добавкам, а также критерии, закрепленные в Европейской фармакопее.